# شبيحة
الشَبّيحة (المفرد: شَبّيح
) لفظ يُطلق على العصابات والأفراد الخارجة عن القانون والتي كانت تستخدم العنف والتهديد بالسلاح لخدمة شخص نافذ (ينتمي إلى عائلة الأسد الحاكمة في سوريا)، وذلك من أجل ابتزاز وإرهاب الناس وممارسة نشاطاتهم خارج إطار القانون كالتهريب والتجارة بالممنوعات. والعمل الذي يقومون به يدعى التشبيح (أي الابتزاز والسرقة عن طريق العنف والتهديد بالسلاح). ثم توسع مدلول هذه الكلمة بعد اندلاع الثورة السورية عام 2011 م حتى أصبح يطلق على الأفراد أو الميليشيات الداعمة لنظام بشار الأسد ورفع هؤلاء الشبيحة شعار: (شبيحة للأبد لأجل عيونك يا أسد) وكذلك شعارهم الأشهر (الأسد أو نحرق البلد) ويطلق عليهم أيضاً اسم فرق الموت.

## أصل التسمية
يعود استخدام السوريين لقب "الشَبّيحة" إلى عدة عقود، حيث أطلقوه على أفراد من عائلة الأسد وعصاباتهم ممن امتهنوا تهريب السلاح والمخدرات والدخان وغيرها، ضمن سيارات المرسيديس S600 السوداء معتمة النوافذ المشهورة بهيكلها الفارِه، والتي كانت تعرف باسم "الشَبَح"، وصيغ صفة مشابهة لها وهي "الشَبّيح"، جمعها "الشبيحة"، وتدل على العصابات التي تعمل بتغطية الدولة، تتستّر على أعمالها الإجرامية، وتتغاضى عن تنفيذ القانون بحقها.
وبعد اندلاع الثورة السورية ضد نظام بشار الأسد في آذار/مارس عام 2011 م تم تنظيم أعداد كبيرة من الشبيحة للدفاع عن النظام السوري ومساندته، فاكتسب مصطلح "الشبيحة" معنى أوسع وصار يطلق على مؤيدي النظام الذي دعموا النظام في قمع الثورة، بدءاً من "اللجان الشعبية" وصولاً إلى "جيش الدفاع الوطني"، فضلا عن مرتزقة "الدفاع الذاتي"، وآخرون منضوون ضمن تجمعات لا يستطيع حتى النظام أن يسيطر عليها، رغم أنه أول من شجعها وأغراها وسهل لها ارتكاب شتى أنواع الجرائم والانتهاكات. فأصبح هذا المصطلح في سوريا يشابه إلى حدّ ما كلمة "بلطجية" التي استخدمت لوصف جماعات موالية للنظام في مصر وكلمة "بلاطجة" في اليمن وكذلك كلمة "زعران" التي استخدمت في الأردن. لكن الطبيعة التنظيميّة والتعبويّة والعملياتيّة للشبّيحة وما نفّذوه من أعمال دمويّة ضدّ المتظاهرين والمعارضين في سوريا تجعل البعض يُطلقون عليهم اسم "فِرَق المَوت".

## تأسيس الشبيحة
تم تأسيس الشبيحة في الثمانينيات على يد نمير الأسد (ابن عم الرئيس حافظ الأسد) ورفعت الأسد (شقيق حافظ الأسد)، وتركزوا في الأصل في منطقة الساحل السوري حول اللاذقية وبانياس وطرطوس ، حيث استفادوا من التهريب عبر الموانئ في المنطقة. الشبيحة كانوا معروفين من قبل العلويين في سوريا على أنهم عصابة علوية، وقاموا خلال أواخر الثمانينيات وأوائل التسعينيات بتهريب المواد الغذائية والسجائر والسلع بدعم من الحكومة من سوريا إلى لبنان وبيعها لتحقيق الربح الكبير، بينما تم تهريب السيارات الفارهة والأسلحة والمخدرات في الاتجاه المعاكس أي من لبنان إلى سوريا.
يعود ولاء الشبيحة لأفراد مختلفين من عائلة الأسد الحاكمة في سوريا، ولا يمكن لأحد المساس بهم أو اعتقالهم ويعملون تحت حصانة من السلطات السورية. اكتسب الشبيحة سمعة سيئة في التسعينيات بسبب الطريقة الوحشية التي فرضوها في الساحل السوري.

## دورهم بعد اندلاع الثورة السورية
بعد اندلاع الثورة السورية عام 2011 م، تم اعتماد عصابات الشبيحة لمساندة النظام السوري ضد الثوار والمعارضين للنظام، حيث قام نظام بشار الأسد بتحويلهم إلى مليشيات مسلحة تقاتل معه وتدافع عنه وترفع شعارات متطرفة مثل: (شبيحة للأبد لأجل عيونك يا أسد) و (الأسد أو نحرق البلد).
تتهم المعارضة السورية والحكومات الأجنبية ومنظمات حقوق الإنسان ميليشيا الشبيحة بأنها أداة للنظام السوري، تعمل كمرتزقة لتعقب المعارضين السياسيين. والشبيحة متهمون بارتكاب عدة فظائع ومذابح في سوريا بعد الثورة ومن بينها مذبحة الحولة ومجزرة القبير عام 2012 م.

## تعطيل الثورات وتشويهها
الشبيحة والبلطجية وغيرها من المسميات ليست بالظاهرة الجديدة، وقد استخدمت في فترة ثورات الربيع العربي استخداماً سياسياً من قبل بعض الحكومات والمتنفذين لتعطيل الثورات وتخويف الثوار والمنتفضين، ومحاولة أعداء الثورات استخدام العصابات في سبيل الوصول لأهدافهم السياسية والدينية.

## أشهر زعماء الشبيحة
- في حلب: عبد الملك بري، زينو بري، وعصابة آل بري.
- في دمشق: عصام زهر الدين، معتز شمسو.
- في حماة: طلال دقاق، علي الشلة، صلاح العاصي.
- في اللاذقية: هلال الأسد، محمد توفيق الأسد، هارون الأسد، فواز الأسد، جعفر شاليش، مهند حاتم، أيمن جابر.
  - ويعرف "محمد توفيق الأسد" بلقب "شيخ الجبل"، وهو يعد أبرز زعماء "الشبيحة"، بما يعنيه هذا المصطلح. وكحال كثيرين غيره من "آل الأسد, مثل هارون وهلال وفواز، يعد "محمد" من عتاة "الشبيحة" والمهربين المشهورين، وقد جمع ثروة ضخمة من التهريب وسرقة الآثار والاتجار بها، وأعمال الابتزاز.[7]
  - أما أيمن جابر فهو صاحب «الشركة العربية لدرفلة الحديد (إسكو)» في جبلة، ويرأس «مجلس الحديد والصلب» في سوريا، ولديه استثمارات في التعهدات والمقاولات، إضافة إلى مساهمته في «شركة شام القابضة»، واسمه مدرج في قائمة المشمولين بالعقوبات الدولية المفروضة على النظام السوري.,[14][15]

## سقوط النظام
و في ديسمبر 2024 بعد سقوط نظام الأسد تقوم قوات الأمن في الحكومة الجديدة بملاحقة فلول النظام السابق و الشبيحة بإعتبارهم عصابات خارجة عن القانون و تثير الشغب

## وصلات خارجية
تقرير قناة العربية عن الشبيحة على يوتيوب